# Буротримач
Буротримач (рос. буродержатель, англ. drill-steel holder, drill chuck; нім. Böhrerhalter m) — пристрій, що запобігає випаданню бура з букси бурильної машини.